# 金子譲
金子 譲（かねこ ゆずる、1939年2月 - ）は、日本の歯科医師・歯学者。元東京歯科大学理事長、元学長。 元東京歯科大学歯科麻酔学講座教授。元日本歯科麻酔学会理事長。

## 経歴
神奈川県横浜市出身。1964年に東京歯科大学、1968年に同大学院修了後、同大学歯科麻酔学講座にて助手、講師、助教授を務め、1987年より教授に就任。2004年より2011年まで東京歯科大学学長、2011年より2014年まで同理事長。
1968年　東京歯科大学より歯学博士の学位を取得、学位論文の題は「骨折ならびに骨髄炎における血管像の変化に関する実験的研究」。

## 所属学会
- 日本歯科麻酔学会 元理事長[3]、名誉会員[6]
- 日本歯科医学会 元副会長[7]
- 国際歯科研究学会 元President, Dental Anesthesiology[7]
- 日本臨床麻酔学会 元評議員[7]
- 日本麻酔か学会元評議員
- 国際歯科麻酔学連合元会長[7]
- アジア歯科麻酔学会元会長

## 著書
- 金子譲 他 著、大橋, 靖、加藤, 譲治、野口, 政宏 編『抜歯の臨床』医歯薬出版〈月刊 歯界展望 別冊〉、1979年4月。
- 坂田三弥、鈴木好雄、小倉保己、野口政宏、金子譲、緒方克也、佐藤徹一郎、池田正一 著、中久喜喬 編『歯科局所麻酔の実際』医歯薬出版、1979年5月。ISBN 978-4-263-40252-8。
- 金子譲 著「小手術のための局所麻酔法と全身的偶発症の管理」、川崎仁、野間弘康 編『歯科小手術の臨床』医歯薬出版〈月刊 歯界展望 別冊〉、1983年7月、81-100頁。
- 中久喜喬、雨宮義弘、金子譲、野口政宏『歯科麻酔学実習ノート』医歯薬出版、1987年7月。ISBN 978-4-263-40369-3。
- 金子譲 他 著、雨宮義弘、古屋英毅 編『カラーアトラス 歯科麻酔の臨床』医歯薬出版、1988年3月。ISBN 978-4-263-40527-7。
- 金子譲 著「痛みに対する考え方」、藍稔、岡達 編『顎関節症の臨床』医歯薬出版〈月刊 歯界展望 別冊〉、1989年6月、143-150頁。
- 野間弘康、金子譲『カラーアトラス 抜歯の臨床』医歯薬出版、1991年7月。ISBN 978-4-263-45116-8。
- 野間弘康、石川武憲、金子譲、西正勝、松矢篤三、三村保、山本美朗 著、全国歯科衛生士教育協議会 編『新歯科衛生士教本 口腔外科学・歯科麻酔学』医歯薬出版、1994年5月。ISBN 978-4-263-42733-0。
- 金子譲『歯科の局所麻酔Q&A』診療新社、1994年5月。ISBN 978-4-915917288。
- 金子譲 著「局所麻酔注射をしていたところ意識が遠くなった/歯を削っている最中に意識が遠くなった/痛み止めと抗生物質を服用させたところ意識が遠くなった」、雨宮義弘、大沢昭義 編『Q＆A 患者の急変と救急処置』医歯薬出版〈月刊 歯界展望 別冊〉、1994年9月、10-23頁。
- 金子譲 著「脳貧血とショックはどう違うのでしょうか」、雨宮義弘、大沢昭義 編『Q＆A 患者の急変と救急処置』医歯薬出版〈月刊 歯界展望 別冊〉、1994年9月、138-140頁。
- 金子譲、渋谷鑛、嶋田淳、見崎徹 著、金子譲 編『歯科臨床と局所麻酔』医歯薬出版、1995年9月。ISBN 978-4-263-45301-8。
- 金子譲 他 著、上田, 裕、須田, 英明; 長尾, 正憲 ほか 編『有病者・高齢者歯科治療マニュアル』医歯薬出版、1996年2月。ISBN 978-4-263-45311-7。
- 福島和昭、金子譲 編『わかりやすい歯科麻酔』真興交易 医書出版部、1996年11月。ISBN 978-4-880034379。
- 石川, 達也、内田, 安信、金子, 譲 ほか 編『歯･顎･口腔痛みの臨床』医歯薬出版、1997年10月。ISBN 978-4-263-45384-1。
- 古屋英毅、上田裕、松浦英夫、金子譲、雨宮義弘、海野雅浩 編『歯科麻酔学』（第5版）医歯薬出版、1997年10月。ISBN 978-4-263-45385-8。
- 金子譲 他 著、道, 健一、野間, 弘康; 工藤, 逸郎 ほか 編『口腔顎顔面外科学総論』医歯薬出版、2000年3月20日。ISBN 978-4-263-45474-9。
- 金子譲、大曽根洋 編『最新・歯科局所麻酔ハンドブック』ヒョーロン〈日本歯科評論増刊〉、2001年9月13日。
- 古屋英毅、金子譲、海野雅浩、池本清海、福島和昭、城茂治 編『歯科麻酔学』（第6版）医歯薬出版、2003年4月10日。ISBN 978-4-263-45564-7。
- 金子譲 他 著、青柳, 公夫、鈴木, 俊夫、夏目, 長門 編『歯科医療事故予防学』医歯薬出版、2003年6月。ISBN 978-4-263-44154-1。
- 金子譲、一戸達也、小板橋俊哉、櫻井学、間宮秀樹、福田謙一、縣秀栄、櫻井誠 著、金子譲、一戸達也 編『計る・観る・読む モニタリングガイド　CD-ROM付 安心・安全な歯科治療のために』医歯薬出版、2004年10月20日。ISBN 978-4-263-44184-8。
- 金子譲『ハンドブック 歯科の局所麻酔 Q&A』医歯薬出版、2006年10月5日。ISBN 978-4-263-44231-9。
- 福島, 和昭、原田, 純、嶋田, 昌彦 ほか 編『歯科麻酔学』監修 金子譲（第7版）、医歯薬出版、2011年3月25日。ISBN 978-4-263-45642-2。

業績集：金子 譲名誉教授の歯科麻酔と業績　editor 福田謙一、東京歯科大学歯科麻酔学講座

## 論文

### 和文総説
- 金子譲「添加エピネフリンと呼吸」『日本歯科麻酔学会雑誌』第21巻第4号、日本歯科麻酔学会、1993年10月、686-697頁、ISSN 0386-5835、NAID 50003829009。
- 金子譲「歯科における高齢者の静脈内鎮静法」『臨床麻酔』第24巻第8号、真興交易(株)医書出版部、2000年8月、1263-1271頁、ISSN 0387-3668、NAID 80011822210。
- 金子譲「歯科麻酔の国際化」『日本歯科麻酔学会雑誌』第34巻第1号、日本歯科麻酔学会、2006年1月、1-14頁、ISSN 0386-5835、NAID 10017163762。
- 金子譲「亜酸化窒素アナルゲジアから笑気吸入鎮静法への歴史的変遷」『日本歯科麻酔学会雑誌』第39巻第2号、日本歯科麻酔学会、2011年4月、143-153頁、ISSN 0386-5835。

### 和文解説
- 金子譲「歯科診療室に備えたい救急薬品と用具」『紫燿』第30巻第10号、東京都歯科医師会、1982年10月、58-61頁、ISSN 0385-2865。
- 金子譲、中久喜喬「歯科診療室における笑気汚染の問題と現況」『歯界展望』第60巻第5号、医歯薬出版、1982年11月、929-937頁、ISSN 0011-8702、NAID 80001438388、PMID 6961545。
- 金子譲「静脈穿刺と筋肉内注射の手技」『紫燿』第31巻第2号、東京都歯科医師会、1983年2月、21-25頁、ISSN 0385-2865。
- 金子譲「新しい局所麻酔法 ゴウーゲイト法と歯根膜内注射法」『紫燿』第31巻第4号、東京都歯科医師会、1983年4月、21-26頁、ISSN 0385-2865。
- 金子譲「老人の麻酔における全身管理」『紫燿』第31巻第6号、東京都歯科医師会、1983年6月、17-20頁、ISSN 0385-2865。
- 金子譲「静脈内鎮静法 その概念とジアゼパム法の実際」『紫燿』第31巻第7号、東京都歯科医師会、1983年7月、13-20頁、ISSN 0385-2865。
- 金子譲「局所麻酔時に発生する全身的偶発症 その原因,予防と処置」『歯科ジャーナル』第18巻第4号、アークメディア、1983年10月、441-448頁、ISSN 0386-4715。
- 金子譲、井出吉信「最近の局所麻酔法 歯根膜内麻酔法,Gow-Gates法そしてAkinosi法」『日本歯科評論』第498号、ヒョーロン、1984年4月、147-158頁、ISSN 0289-0909。
- 金子譲「息切れを訴える患者が来院したとき」『DENTAL DIAMOND』第9巻第8号、デンタルダイヤモンド社、1984年7月、54-57頁、ISSN 0386-2305。
- 金子譲「抜歯のための局所麻酔(1) 局所麻酔の薬理」『歯界展望』第65巻第1号、医歯薬出版、1985年1月、37-44頁、ISSN 0011-8702、PMID 2579447。
- 金子譲「抜歯のための局所麻酔(2) 浸潤麻酔」『歯界展望』第65巻第3号、医歯薬出版、1985年3月、475-482頁、ISSN 0011-8702。
- 金子譲「抜歯のための局所麻酔(3) 上顎の伝達麻酔」『歯界展望』第65巻第4号、医歯薬出版、1985年4月、703-710頁、ISSN 0011-8702。
- 金子譲「各種注射器の使い方」『日本歯科医師会雑誌』第38巻第1号、日本歯科医師会、1985年4月、29-37頁、ISSN 0047-1763、NAID 40002926257、PMID 3861723。
- 金子譲「抜歯のための局所麻酔(4) 下顎の伝達麻酔(その1)」『歯界展望』第65巻第5号、医歯薬出版、1985年5月、937-944頁、ISSN 0011-8702、PMID 3865398。
- 金子譲「抜歯のための局所麻酔(4) 下顎の伝達麻酔(その2)」『歯界展望』第65巻第7号、医歯薬出版、1985年6月、1345-1348頁、ISSN 0011-8702、PMID 3865399。
- 金子譲「外科的顎矯正術の麻酔」『歯科ジャーナル』第23巻第4号、1986年4月、531-538 アークメディア、ISSN 0386-4715。
- 金子譲「歯科医院における麻酔は安全か アメリカのテレビ報道と歯科界の対応」『歯界展望』第67巻第4号、医歯薬出版、1986年4月、838-848頁、ISSN 0011-8702、NAID 50002198164。
- 金子譲「ハートフォード歴史紀行 麻酔発見とホーレス・ウエルズ(上)」『日本歯科評論』第522号、ヒョーロン、1986年4月、195-203頁、ISSN 0289-0909。
- 金子譲「静脈内鎮静法の臨床」『東京都歯科医師会雑誌』第34巻第5号、東京都歯科医師会、1986年5月、1095-1103頁、ISSN 0912-4462。
- 金子譲「ハートフォード歴史紀行 麻酔発見とホーレス・ウエルズ(中)」『日本歯科評論』第524号、ヒョーロン、1986年6月、215-222頁、ISSN 0289-0909。
- 金子譲「ハートフォード歴史紀行 麻酔発見とホーレス・ウエルズ(下)」『日本歯科評論』第526号、ヒョーロン、1986年8月、173-180頁、ISSN 0289-0909。
- 金子譲「静脈内鎮静法(1) 静脈内鎮静法を行う前に」『DENTAL DIAMOND』第11巻第7号、デンタルダイヤモンド社、1986年7月、70-73頁、ISSN 0386-2305。
- 金子譲「静脈内鎮静法(2) バイタルサインとしての呼吸」『DENTAL DIAMOND』第11巻第9号、デンタルダイヤモンド社、1986年8月、56-59頁、ISSN 0386-2305。
- 金子譲、一戸達也「静脈内鎮静法(3) バイタルサインとしての血圧」『DENTAL DIAMOND』第11巻第10号、デンタルダイヤモンド社、1986年9月、68-71頁、ISSN 0386-2305。
- 金子譲、一戸達也「静脈内鎮静法(4) バイタルサインとしての脈」『DENTAL DIAMOND』第11巻第11号、デンタルダイヤモンド社、1986年10月、72-75頁、ISSN 0386-2305。
- 金子譲、一戸達也「〔口腔領域における出血と止血〕麻酔と出血」『歯科ジャーナル』第24巻第5号、アークメディア、1986年11月、585-593頁、ISSN 0386-4715。
- 金子譲、田辺潔「静脈内鎮静法(6) 静脈内鎮静法の実際」『DENTAL DIAMOND』第11巻第13号、デンタルダイヤモンド社、1986年12月、72-75頁、ISSN 0386-2305。
- 金子譲「静脈内鎮静法(1) 合併症の予防と処置」『DENTAL DIAMOND』第12巻第1号、デンタルダイヤモンド社、1987年1月、82-85頁、ISSN 0386-2305。
- 金子譲「〔歯科診療における薬剤の知識〕常備救急薬品とその使い方」『歯科ジャーナル』第26巻第5号、アークメディア、1987年11月、678-684頁、ISSN 0386-4715、NAID 80003609788。
- 金子譲「〔歯科における痛み 痛みのコントロール〕器質的な全身疾患をもっているとき」『DENTAL DIAMOND』第13巻第8号、デンタルダイヤモンド社、1988年7月、256-261頁、ISSN 0386-2305。
- 金子譲「〔歯科における痛み 痛みのコントロール〕器質的な内科疾患によらない発作を起こす患者のとき」『DENTAL DIAMOND』第13巻第8号、デンタルダイヤモンド社、1988年7月、262-263頁、ISSN 0386-2305。
- 金子譲「呼吸器疾患と歯科診療」『歯科ジャーナル』第28巻第1号、アークメディア、1988年7月、83-91頁、ISSN 0386-4715、NAID 80003609788。
- 金子譲「有病者の歯科治療に伴う全身の変化とその対策」『日本歯科医師会雑誌』第41巻第5号、日本歯科医師会、1988年8月、485-494頁、ISSN 0047-1763、NAID 50002681311。
- 金子譲、小山亨「臨床検査と歯科治療(その12) 虚血性心疾患」『東京都歯科医師会雑誌』第36巻第9号、東京都歯科医師会、1988年9月、368-376頁、ISSN 0912-4462。
- 金子譲「〔歯科領域における疾患の予防〕循環器系疾患患者の歯科処置における偶発症の予防」『歯科ジャーナル』第29巻第6号、アークメディア、1989年6月、825-832頁、ISSN 0386-4715、NAID 50003059847。
- 金子譲、一戸達也、小山亨「在宅歯科診療でのモニタリング」『日本歯科医師会雑誌』第42巻第7号、日本歯科医師会、1989年10月、729-735頁、ISSN 0047-1763。
- 金子譲「歯科診療時における循環器系疾患患者の管理」『日本歯科医学会誌』第9巻、日本歯科医学会、1990年3月、3-18頁、ISSN 0286-164X。
- 金子譲「高齢化社会における歯科患者の全身管理」『日本歯科医師会雑誌』第43巻第3号、日本歯科医師会、1990年6月、317-324頁、ISSN 0047-1763。
- 金子譲「笑気N2O麻酔の歴史からみた性質」『ザ・クインテッセンス』第9巻第9号、クインテッセンス出版、1990年9月、1423-1438頁、ISSN 0286-407X、NAID 50003338781。
- 金子譲「有病者の歯科治療にともなう全身の変化とその対策 とくに循環器疾患について」『栃木県歯科医学会誌』第42巻、栃木県歯科医師会、1990年12月、115-120頁。
- 金子譲「歯科診療における老年者高血圧症患者の循環管理」『老年歯科医学』第6巻第1号、日本老年歯科医学会、1991年9月、1-9頁、ISSN 0914-3866。
- 金子譲「新・チェアーサイドの応急処置 全身性疾患に関連する事項 治療中に急激な血圧低下が起こり気分が悪くなったとき」『DENTAL DIAMOND』第17巻第9号、デンタルダイヤモンド社、1992年7月、26-27頁、ISSN 0386-2305。
- 金子譲「在宅高齢者訪問歯科診療への対応 在宅高齢者歯科診療の安全性と危険性」『歯界展望』第81巻第6号、医歯薬出版、1993年6月、1303-1317頁、ISSN 0011-8702。
- 金子譲「高血圧症と歯科治療」『日本歯科医師会雑誌』第46巻第7号、日本歯科医師会、1993年10月、787-794頁、ISSN 0047-1763、NAID 40002926862。
- 金子譲「笑気麻酔発見150周年 Horace Wellsの悲劇とファーマコキネティックス」『日本歯科医師会雑誌』第46巻第10号、日本歯科医師会、1994年1月、1061-1072頁、ISSN 0047-1763、NAID 40002926870。
- 金子譲「プライマリ・ケアのための歯科の知識　循環器系疾患患者の歯科治療時の危険性とその対策」『日本医師会雑誌』第113巻第11号、日本医師会、1995年6月、1741-1745頁、ISSN 0021-4493。
- 金子譲「血管収縮薬(局所麻酔薬添加)とその使い方」『日本歯科医師会雑誌』第48巻第12号、日本歯科医師会、1996年3月、1282-1296頁、ISSN 0047-1763。
- 金子譲「【歯科局所麻酔の現状】　歯科局所麻酔の発達」『日本歯科麻酔学会雑誌』第26巻第1号、日本歯科麻酔学会、1997年1月、14-16頁、ISSN 0386-5835、NAID 10007932463。
- 金子譲「歯科患者の全身評価と危険性の予測」『日本歯科医師会雑誌』第49巻第11号、日本歯科医師会、1997年2月、1094-1095頁、ISSN 0047-1763。
- 金子譲「歯科診療でのモニタリングの実際　血圧,脈拍及び心電図での心筋虚血」『日本歯科医師会雑誌』第50巻第6号、日本歯科医師会、1997年9月、496-508頁、ISSN 0047-1763、NAID 40002926174。
- 金子譲「歯科臨床でのモニタリング　歯科診療でのモニタリングの実際　心電図とパルスオキシメーター」『日本歯科医師会雑誌』第50巻第8号、日本歯科医師会、1997年11月、725-736頁、ISSN 0047-1763、NAID 40002926156。
- 金子譲「歯科救急処置のポイント　全身的偶発症の実態とその原因分類」『歯界展望』第91巻第1号、医歯薬出版、1998年1月、121-126頁、ISSN 0011-8702、NAID 50004788063。
- 金子譲「歯科救急処置のポイント　救急処置に必要な基本手技　気道確保」『歯界展望』第91巻第3号、医歯薬出版、1998年3月、617-622頁、ISSN 0011-8702。
- 金子譲「歯科救急処置のポイント　異物の肺内吸引と誤飲」『歯界展望』第91巻第5号、医歯薬出版、1998年5月、1153-1160頁、ISSN 0011-8702。
- 金子譲「【疼痛コントロールのABC】　部位からみた痛みの鑑別　口腔内の痛み」『日本医師会雑誌』第119巻第12号、日本医師会、1998年6月、S143-S146、ISSN 0021-4493。
- 金子譲、一戸達也「【下顎の神経麻痺をめぐって】下顎の神経麻痺のメカニズム」『日本歯科評論』第671号、ヒョーロン、1998年9月、51-68頁、ISSN 0289-0909、NAID 80010488734。
- 金子譲、一戸達也「【下顎の神経麻痺をめぐって】下顎の神経麻痺の治療」『日本歯科評論』第671号、ヒョーロン、1998年9月、81-90頁、ISSN 0289-0909、NAID 80010488734。
- 金子譲「歯科麻酔領域における鎮静法」『麻酔』第47巻増刊、克誠堂出版、1998年12月、S52-S60、ISSN 0021-4892、NAID 40003558020。
- 金子譲、一戸達也「歯科口腔外科領域における末梢神経損傷後のアロディニアをどうとらえるか」『ペインクリニック』第20巻第1号、真興交易医書出版部、1999年2月、87-92頁、ISSN 0388-4171。
- 金子譲「【安全で確実な局所麻酔を行うための16条】麻酔が効いているかどうかは,どこで判断するのか」『日本歯科評論』第681号、ヒョーロン、1999年7月、62-63頁、ISSN 0289-0909。
- 金子譲「【安全で確実な局所麻酔を行うための16条】局所麻酔法　浸潤麻酔のポイント」『日本歯科評論』第681号、ヒョーロン、1999年7月、76-79頁、ISSN 0289-0909。
- 金子譲「最近の歯科麻酔　歯科治療の進歩　一般歯科診療における全身的偶発症　その実態と原因分類」『LiSA』第7巻第7号、メディカル･サイエンス･インターナショナル、2000年7月、640-645頁、ISSN 1340-8836、NAID 50004398467。
- 金子譲「麻酔科領域における血管収縮薬の役割と他の機能への影響」『麻酔』第49巻増刊、克誠堂出版、2000年12月、S26-S33、ISSN 0021-4892、NAID 40003558408。
- 金子譲、福田謙一「【上手なペインコントロール】　疼痛の治療　歯痛・顎関節痛」『臨牀と研究』第78巻第3号、大道学館出版部、2001年3月、468-473頁、ISSN 0021-4965。
- 金子譲「【臨床の疑問　歯科局所麻酔に関するQ&A】」『日本歯科評論』第717号、ヒョーロン、2002年7月、58,64-65,93,98-99,102,104、ISSN 0289-0909。
- 金子譲「文献と臨床の橋わたし　エピネフリンは局所麻酔効果を変身させる」『日本歯科評論』第731号、ヒョーロン、2003年9月、171-173頁、ISSN 0289-0909。
- 金子譲「歯科麻酔の現状と将来」『麻酔』第52巻増刊、克誠堂出版、2003年12月、S8-S14、ISSN 0021-4892、NAID 40006048206。
- 金子譲「歯科医療と医科研修における歯科医師による全身麻酔　医科麻酔科研修ガイドライン作成に鑑みて」『日本歯科麻酔学会雑誌』第31巻第5号、日本歯科麻酔学会、2003年10月、551-558頁、ISSN 0386-5835、NAID 10012435418。
- 金子譲「歯科医療の安全確保のために　救急救命処置・AEDと医科研修」『日本歯科医師会雑誌』第57巻第10号、日本歯科医師会、2005年1月、1069-1083頁、ISSN 0047-1763、NAID 40006597487。
- 金子譲「東京歯科大学の研究の現状と将来　COEをめざして」『歯科学報』第106巻第3号、東京歯科大学学会、2006年6月、133-139頁、ISSN 0037-3710、NAID 10017989021。
- 金子譲「東京歯科大学におけるがん治療の取り組みに関する現状と将来 東京歯科大学の「がん治療」への取り組み」『歯科学報』第109巻第2号、東京歯科大学学会、2009年4月、126-129頁、ISSN 0037-3710、NAID 10025672969。
- 金子譲「留学生受け入れにみる歯科の国際連携(第10回)　東京歯科大学における国際交流の変遷」『日本歯科評論』第70巻第4号、ヒョーロン、2010年4月、172-174頁、ISSN 0289-0909、NAID 40017037079。

### 和文原著
- 金子譲「フロリダ大学歯学部の歯科麻酔学教育」『日本歯科麻酔学会雑誌』第10巻第4号、日本歯科麻酔学会、東京都豊島区、1982年10月、416-424頁、ISSN 0386-5835。
- 金子譲「私の見たアメリカの歯科麻酔」『歯科学報』第83巻第1号、東京歯科大学学会、1983年1月、61-74頁、ISSN 0037-3710、NAID 40001502783、PMID 6573780。
- 金子譲「歯科麻酔学卒前教育 minimum requirementの明確化」『日本歯科麻酔学会雑誌』第12巻第3号、日本歯科麻酔学会、1984年7月、419-425頁、ISSN 0386-5835、NAID 50001859729。
- 金子譲、熊坂宏枝、小山亨「静脈内鎮静法としてのMidazolamとDiazepamとの比較研究」『日本歯科麻酔学会雑誌』第13巻第3号、日本歯科麻酔学会、1985年7月、410-419頁、ISSN 0386-5835、NAID 80002546946。
- 金子譲、小林万里恵、田辺潔、渡辺美紀、熊坂宏枝、杉山あや子、佐久間千春、桜井学、中久喜喬「鎮静量のMidazolam静脈内投与時の呼吸循環への影響」『日本歯科麻酔学会雑誌』第13巻第4号、日本歯科麻酔学会、1985年10月、600-606頁、ISSN 0386-5835、NAID 80002695782。
- 金子譲「口腔外科における低血圧麻酔の臨床と生理的反応 ATPを中心に」『歯科学報』第87巻第8号、東京歯科大学学会、1987年8月、1159-1170頁、ISSN 0037-3710、PMID 3506772。
- 金子譲、布施泰、中久喜喬「歯科処置後に生じた脳出血の1例」『日本歯科麻酔学会雑誌』第19巻第4号、日本歯科麻酔学会、1991年10月、766-770頁、ISSN 0386-5835、NAID 80006131076。
- 金子譲「在宅老年者歯科診療時の事故予防対策に関する指針」『日本歯科医学会誌』第11巻、日本歯科医学会、1992年3月、3-14頁、ISSN 0286-164X、NAID 50003586157。
- 金子譲「添加エピネフリンの血中濃度と循環」『日本歯科麻酔学会雑誌』第21巻第1号、日本歯科麻酔学会、1993年1月、1-14頁、ISSN 0386-5835、NAID 80006886016。
- 金子譲、平川方久、海野雅浩、住友雅人、花岡一雄、澄川耕二「歯科医師の麻酔科研修のガイドライン策定に関する研究」『日本歯科麻酔学会雑誌』第30巻第5号、日本歯科麻酔学会、2002年10月、598-626頁、ISSN 0386-5835、NAID 10010316162。